# دلمنهورست
دلمنهورست (بالألمانية: Delmenhorst) هي urban district of Germany و بلدة ألمانية تقع في ألمانيا في سكسونيا السفلى.  يقدر عدد سكانها بـ 74,512 نسمة .

## المدن التوأمة
مدن إيبرسفيلده، Allonnes, Sarthe، بوريسوغليبسك، كولدنغ و لوبلين هي مدن توأمة لـدلمنهورست.

## أعلام
- هرمان شنايدر
- كريس فيلب
- كلوديا كيمفيرت
- تيم فيشر
- باتريك دريفس
- إيفان بلوخ